# Nuraghe Saurecci
Il nuraghe Saurecci o fortezza nuragica di Saurecci (o  Sa Urecci) è una struttura nuragica complessa situata nel comune di Guspini, realizzata sulla sommità di una collina alta 175 metri.

## Contesto ambientale e collocazione geografica

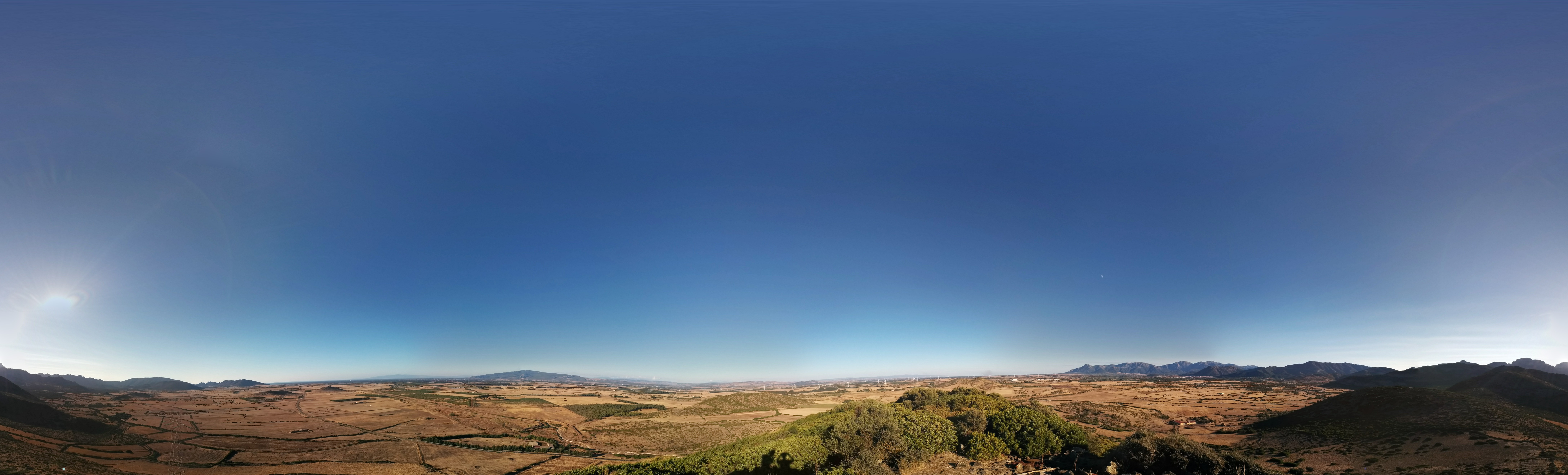
Fortezza nuragica di Saurecci - veduta Panoramica del Campidano dalla somità del Saurecci

La fortezza dista circa 7 km dal centro abitato ed è visibile percorrendo la strada Santa Maria di Neapolis tra la località Tupa Crebu e la località Corti Arrubia. Nei pressi del sito sono presenti ulteriori monumenti preistorici tra cui: il nuraghe Melas, il nuraghe Uraddili, il menhir Genna Pruinas e Sa Mitza de Nieddinu ad est della fortezza, mentre a nord troviamo la domus de janas di Bruncu Maddeus e il nuraghe Brunk'e s'Orku.

## Descrizione
La fortezza ha delle dimensioni considerevoli (copre quasi un'area di 4000 metri quadrati) se si considera anche il punto nel quale è stata eretta. Ha una posizione strategica, infatti dalla sommità della collina nella quale si erge è facilmente visibile la piana del Campidano, compresa la catena montuosa del Linas oltre ai vicinissimi nuraghi complessi di Pabillonis: il Nuraxi Fenu e il nuraghe Santu Sciori. È composta da quattro torri, di cui una sul lato est e due sul lato ovest (compreso il muro perimetrale) risultano essere parzialmente crollate. La cinta muraria, a forma di rombo, raggiunge un'altezza di circa 4 metri con blocchi di roccia basaltica di enormi dimensioni che coprono un perimetro di circa 140 metri. Il sito non è stato mai scavato del tutto. L'unica torre visitabile, quella più intatta delle quattro perimetrali, ha una apertura verso ovest e presenta al suo interno due nicchie e una fessura verso sud est.
Nel suo complesso la struttura risulta essere sommersa dalla vegetazione tanto da essere difficilmente visibile.
Lo stesso Vittorio Angius lo descrive come: «norache posto sulla sommità d’una collina rassomiglia a un gran castello». E ne sottolinea anche la struttura: «La sua curva è di metri 147, e riunisce tre norachi»  con una: «cinta (muraria a secco)  alta circa 4  metri. Forse l'altezza primitiva era doppia».

## Galleria d'immagini

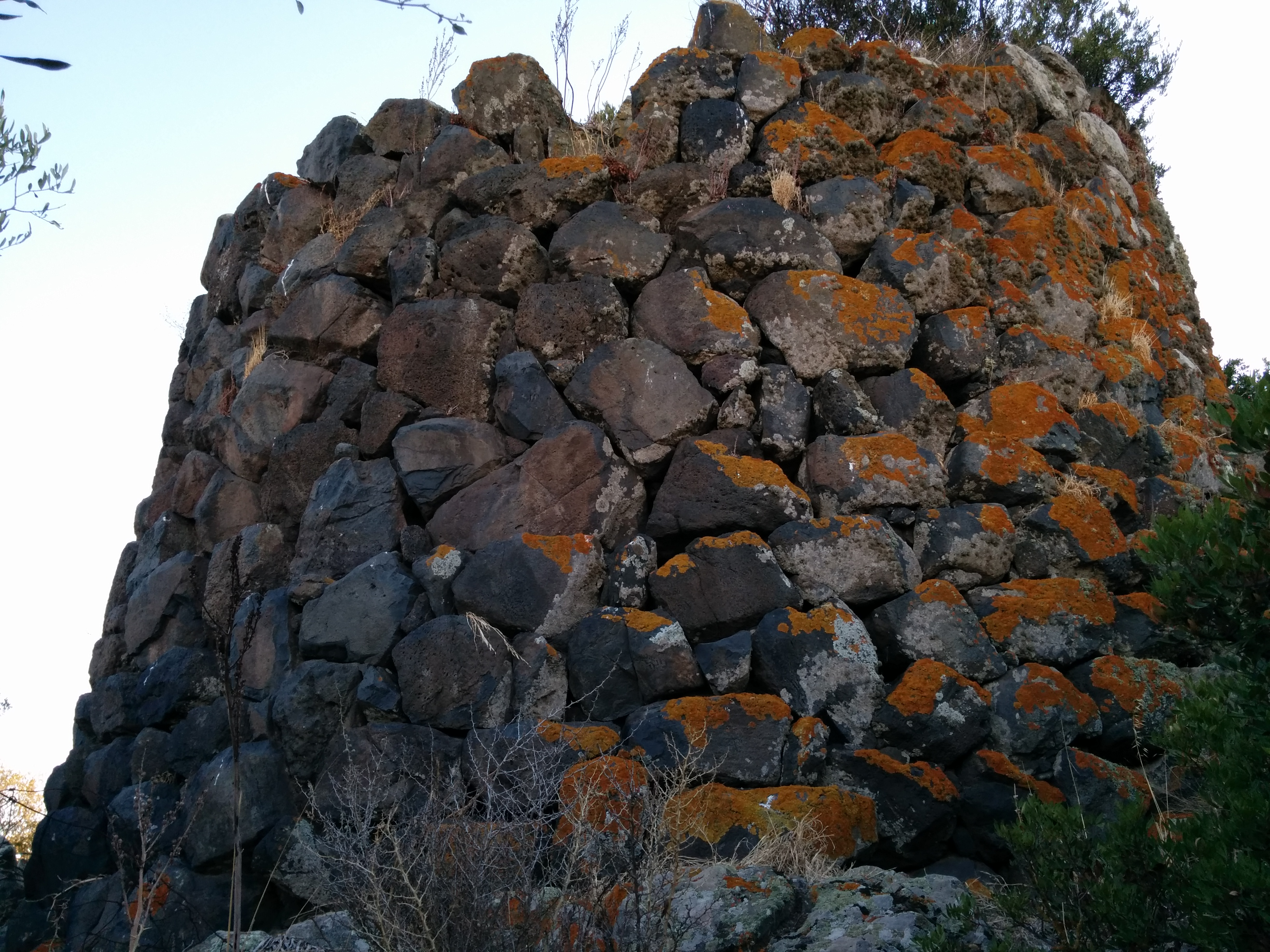
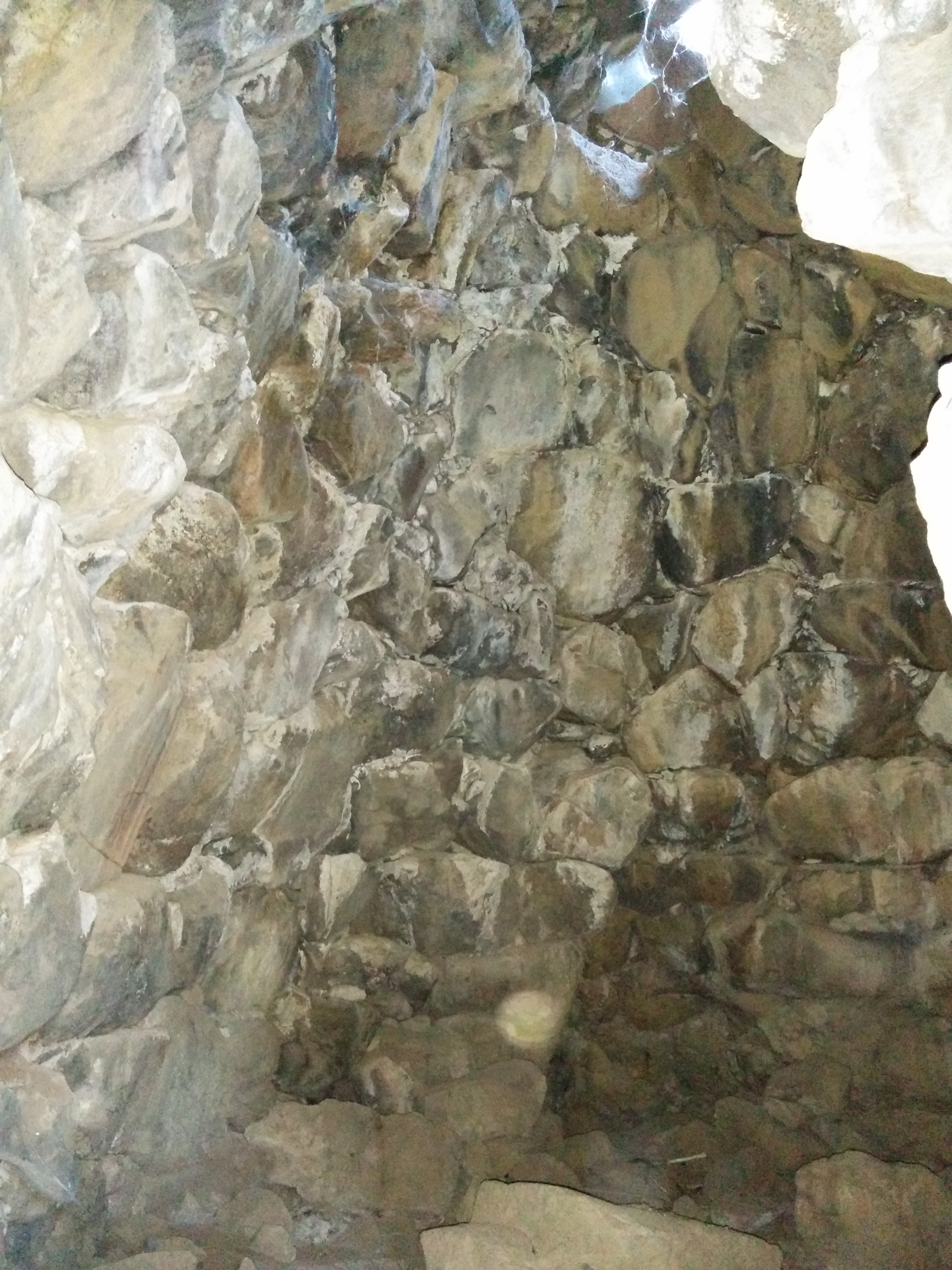
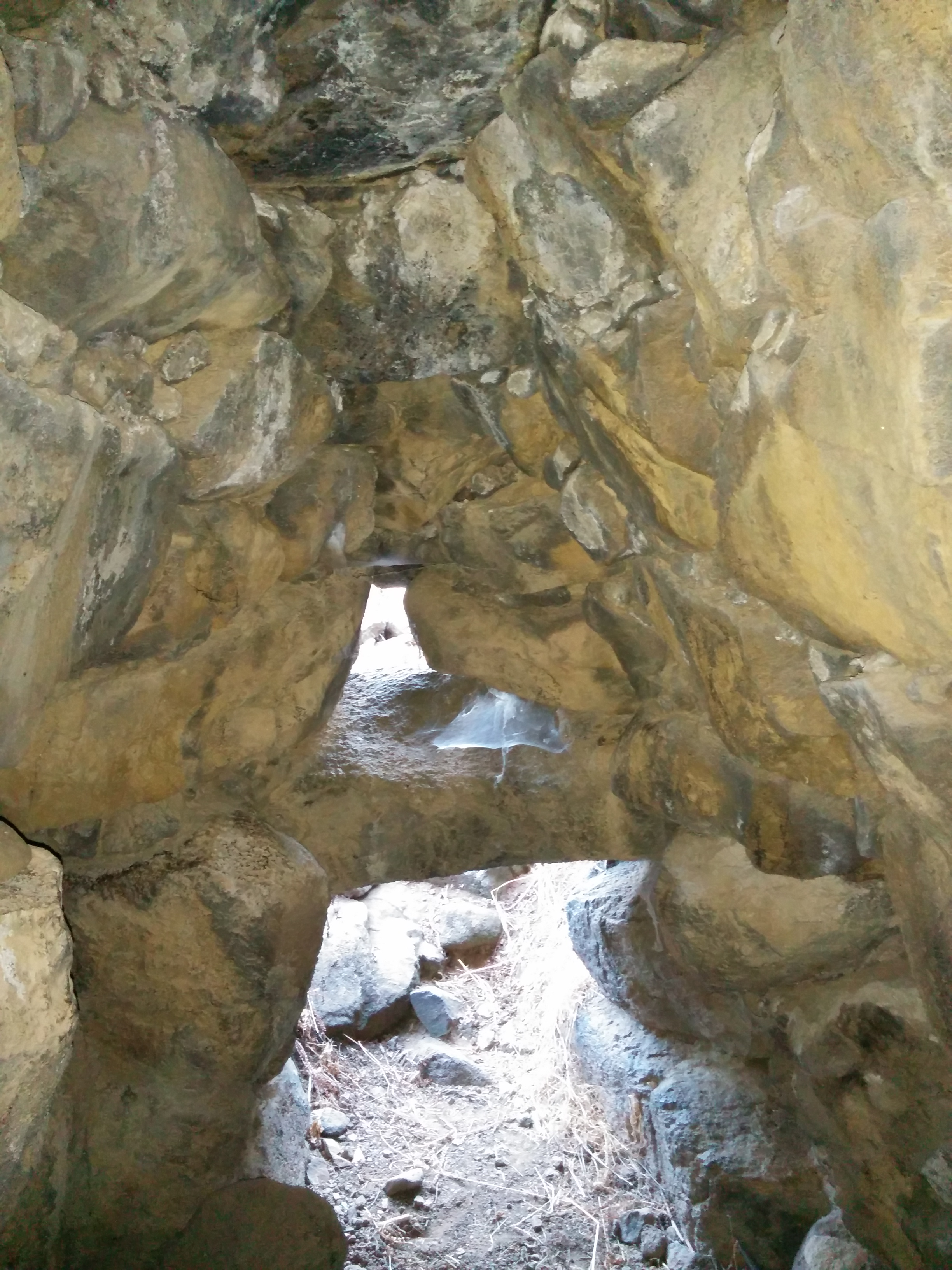
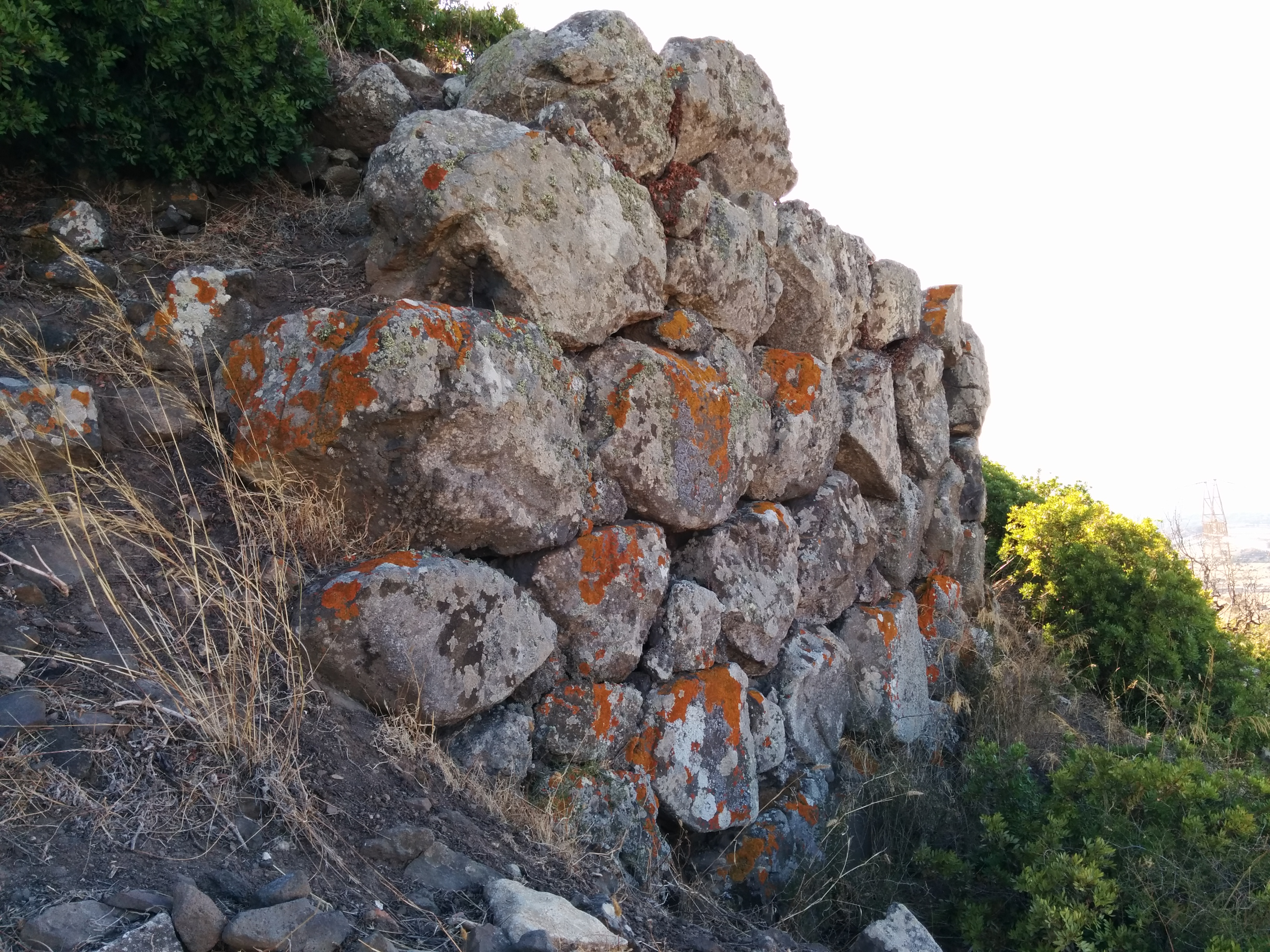